# Qadamgah (Fars)
Qadamgah (en persan : Iwān Qadmagāh, ايوان قدمگاه) ou Chasht Khvar (en persan : Čāšt Ḫvār, چاشتخوار) est un village situé dans la province de Fars, en Iran. Il abrite un monument rupestre d’époque achéménide.

## Le monument rupestre
Le monument de Qadamgah est situé à environ 30 km de la ville royale de Persépolis, à la pointe Sud du Kuh-e Rahmat, montagne ayant un caractère sacré dans la Perse antique.
Il s’agit d’un ensemble de trois plateformes superposées taillées à même le flanc de la montagne, de longueurs égales, mesurant près de 20,10 m. La plateforme inférieure est située à l’aplomb immédiat d’une mare alimentée par une source. Elle mesure 2,5 m de profondeur. Son accès actuel se fait par les reliefs rocheux situés de part et d’autre du monument. Aucun accès frontal n’a été retrouvé, ce qui n’élimine pas la possibilité qu’une telle structure ait pu être présente. Une saignée témoignent de l’encastrement d’un dallage épais au bas de chacune des parois, dont il ne subsiste rien. La plateforme médiane occupe une surface plus importante. Son accès se faisait par des chemins latéraux taillés dans la roche dont il subsiste quelques traces dont des marches. Deux larges escaliers en simple volée droite sont accolés à ses murs latéraux dont les marches très endommagées portent également les traces de réparations et corrections avec des pierres ajoutées. Les escaliers permettent l’accès au niveau supérieur, environ 4 m plus haut. La plateforme supérieure domine les deux autres, et mesure entre 13 et 15 m de profondeur
Sa forme avait fait évoquer une tombe royale inachevée, telle que celles observées à Persépolis. Cependant, des données récentes en font plutôt un monument cultuel dédié à l’eau. Cette hypothèse repose sur plusieurs éléments prenant en compte l’existence de la source devant la plateforme, et surtout sur la piètre qualité de la roche très fragile, totalement impropre à la taille de reliefs ou à la sculpture. En effet, de nombreuses loges quadrangulaires dans le mur témoignent ainsi des réparations nécessaires et de corrections des défauts naturels de la paroi. Ces réparations font appel à l’insertion de multiples blocs de pierre rapportés réalisant un placage. La faible profondeur de ces loges ainsi que les traces relevées témoignant de l’emboîtement de blocs de pierre infirment l’hypothèse de niches funéraires fréquentes dans cette région.